# PMC (recyclage)
Les PMC ou emballages plastiques, emballages métalliques et cartons à boissons sont des déchets collectés ensemble en Belgique dans des sacs bleus pour le recyclage. La collecte sélective a été introduite par l’Arrêté du Gouvernement wallon “Horizon 2010” du 15 janvier 1998, abrogé par l’Arrêté du 22 mars 2018 “Plan Wallon Déchets Resources (PWD-R)”,. Le sac bleu existe depuis 1994.
Les PMC sont à déposer dans un sac bleu qui est collecté en porte-à-porte. Les sacs sont transparents afin que les collecteurs puissent voir le contenu du sac. Si le contenu n’est pas conforme, le sac PMC reçoit un autocollant « main rouge » (avec un logo de main sur fond rouge) et il reste sur place.
Les PMC sont fréquemment acceptés au parc à conteneurs (ou recyparc). Les déchets sont ensuite acheminés dans un centre de tri où ils sont séparés en plusieurs fractions pour être ensuite recyclés.
Les collectes sont organisées par Fost Plus, une asbl créée par l'industrie de l'emballage (Coca-Cola, Unilever, Colruyt, Albert Heijn, etc.) en collaboration avec les intercommunales et opérateurs de déchets,. La chaîne est financée par l'industrie: les entreprises qui mettent des produits emballés sur le marché.
À partir de fin 2019, le sac bleu est remplacé en Wallonie par un nouveau sac bleu qui sert à collecter les P+MC. Le changement concerne les emballages en plastiques,. Quasi tous les emballages en plastique sont dorénavant acceptés, à l'exception des emballages composés de plusieurs matériaux. Le sac bleu 'élargi' est d'application pour toute la Belgique. 

## Consignes de tri
P : Bouteilles, barquettes, films et flacons en plastique (par exemple PET et HDPE) comme :
- Limonade, eau, lait
- Jus de fruits et de légumes
- Yaourt à boire
- Produits de bain et de douche
- Produits de lessive et adoucissants
- Produits de vaisselle et d’entretien liquides
- Eau distillée
- Emballages en plastique rigide (barquettes, raviers, pots en plastique, pots de fleurs)[N 1]
- Emballages en plastique souple (films, sacs et sachets en plastique (y compris ceux de chips[11]))[N 2]

M : Emballages métalliques comme :
- Canettes
- Boîtes de conserve
- Couvercles et capsules de bocaux et bouteilles
- Boîtes et bidons (sauf emballages des Déchets Spéciaux des Ménages)
- Plats, raviers et barquettes en aluminium
- Aérosols cosmétiques et alimentaires
- Capsules de café et autres boissons

À l’aide d’un aimant, l'acier est séparé des autres déchets. L'aluminium est séparé à l'aide d'un courant de Foucault.
C : Cartons à boissons comme :
- Jus de fruits
- Soupe
- Lait

Le tri final des différentes fractions se passe dans un centre de tri spécialisé. Après cette étape, les matériaux triés sont recyclés en  matières premières secondaires pour de nouveaux produits ou emballages.

## Efficacité
Selon Fost Plus, celle-ci aurait collecté en 2023 24,4 kg de PMC par personne.   
D'après une étude de l'OVAM (nl) (l'agence publique flamande des déchets) de 2021, les emballages sont très présents dans les déchets sauvages.